# Lydia Makhubu
Lydia Phindile Makhubu (* 1. Juli 1937 in der Usuthu Mission, Luyengo; † 24. Juli 2021 in Manzini) war eine Chemikerin aus Eswatini, die die Wirkung von Heilpflanzen in der traditionellen Medizin ihres Heimatlandes erforscht hat. Sie hatte zahlreiche akademische Ämter inne und engagierte sich insbesondere für die Förderung von afrikanischen Wissenschaftlerinnen.

## Leben
Lydia Makhubu wurde am 1. Juli 1937 in Swasiland geboren. Ihr Vater war Lehrer, der sich in Südafrika zum Medizintechniker fortbildete. Nach seiner Rückkehr arbeitete er in verschiedenen Gesundheitszentren, sodass Lydia Makhubu von Ärzten umgeben aufwuchs und ein frühes Interesse an Medizin entwickelte.
Lydia Makhubu schloss 1963 am Pius XII College in Basutoland (heute Lesotho) ein Bachelorstudium der Chemie und Mathematik ab, nahm an der University of Alberta in Kanada ein Masterstudium auf und wurde 1973 an der University of Toronto in Medizinischer Chemie promoviert. Sie war die erste promovierte Frau aus Swasiland und gehörte zu den ersten schwarzen Absolventen kanadischer Universitäten. Einer ihrer Arbeitsschwerpunkte war die Erforschung der Wirkweise von Heilpflanzen.
Nach der Promotion ging Makhubu zurück in ihr Heimatland und nahm eine Stelle an der University of Botswana and Swaziland an, wo sie fortan blieb und eine akademische Karriere verfolgte. 1979 wurde sie Hauptdozentin (Senior Lecturer), und ein Jahr später erhielt sie eine Professur. Während dieser Zeit verlagerte sie ihr Forschungsinteresse auf die Arbeit über Pflanzen, die von traditionellen Heilern verwendet wurden und die sie in der Umgebung der Universität sammelte und in ihrem Labor untersuchte. Aufgrund fehlender Wissenschaftsförderung in Swasiland und benachbarten afrikanischen Ländern gründete sie 1977 die Royal Swaziland Society of Science and Technology, der sie in den folgenden Jahrzehnten auch vorsaß. Die Gesellschaft fördert einzelne Wissenschaftler und betreibt populärwissenschaftliche Radiosendungen.
Zwischen 1988 und 2003 war Makhubu Vizepräsidentin (Vice Chancellor) der University of Swaziland. Sie war ab 1993 die erste Präsidentin der damaligen Third World Organization for Women in Science, bis sie den Vorsitz 2005 aus Altersgründen niederlegte. Keine weitere afrikanische Frau bekleidete in diesem Zeitraum eine ähnliche akademische Position. 2002 war sie an der Gründung der privaten Women’s University in Africa in Marondera, Simbabwe, beteiligt und wurde deren erste Kanzlerin. Zudem war sie Mitglied diverser Räte, etwa des Medical Research Council der World Health Organization (WHO).
Lydia Makhubu war verheiratet und hatte zwei Kinder.
Sie starb am 24. Juli 2021 im Alter von 84 Jahren.

## Werk
Makhubu widmete ihre Arbeit der Förderung der Wissenschaftsbildung in Afrika und von Wissenschaftlerinnen aus Ländern der Dritten Welt. Die von ihr 1989 mit gegründete Organization for Women in Science for the Developing World (OWSD) arbeitet an der Beseitigung von Nachteilen, die Frauen in der Dritten Welt die wissenschaftliche Arbeit erschweren. Die Organisation befördert die Arbeit von Frauen in Wissenschaft und Technologie und macht die Forschungsarbeiten dieser Frauen auf Konferenzen sichtbarer, indem sie Reisestipendien vergibt.
Die Arbeit Makhubus über Kermesbeeren trug zum Wissen über die Bekämpfung eines Parasiten bei, der Schistosomiasis überträgt.

## Schriften
- The effect of glucocorticoids and analogues on the rat thymus. Dissertation, University of Toronto, 1973
- (mit R. P. Adams, R. M. Parkhurst und L. Wolde-Yohannes): Phytolacca dodecandra (Phytolaccacea) in Africa. Geographical variation in Chemistry. Submitted for publication to Biochemical Systematics and Ecology.
- A Chemical Investigation of the Medicinal Plants in Swaziland. Royal Swaziland Society of Science and Technology, Journal 1, 3, 1978, S. 147ff.
- Women and the Scientific Professions in Africa. the Case of Swaziland. Report written for the African Training and Research Centre for Women. 1989.
- Traditional Medicine: Swaziland
- Witchcraft or science. University College of Swaziland, Kwaluseni 1982
- Traditional medicine and healing in Swaziland. University of Swaziland Research Centre, Luyengo, Swaziland 2009
- The African university in the twenty-first century. International Institute of Tropical Agriculture, Ibadan 1998
- The traditional healer. University of Botswana and Swaziland, Kwaluseni, Swaziland 1978
- Tinkhundla system of governance. 2004
- Beitrag in: Women leading from strength: a forum organized by the AAAS sub-Saharan Africa program, Washington, DC, May 18, 1993. American Association for the Advancement of Science, Washington, DC 1993

## Preise und Ehrentitel
- UNESCO Comenius-Medaille, International Bureau of Education, 1998.
- Ehrendoktorwürden der University of Wales (1991), der Queen’s University (1991), der Saint Mary’s University Halifax (1991) und Brandon University (1995)